# NGC 2043
NGC 2043 是位於山案座星座大麦哲伦星系中的一個疏散星团。它由 意大利-澳大利亚天文學家彼得羅·巴拉基於1884年發現。該疏散星团位於NGC天體表中。